# Hannah Pritchard
Hannah Pritchard (nata Vaughan; Londra, 1711 – Bath, 1768) è stata un'attrice teatrale britannica.

## Biografia
Nata da Edward Vaughan e da Judith Dun, crebbe nei pressi del Theatre Royal Drury Lane. Nel 1730 sposò l'incisore William Pritchard, anch'egli futuro attore e direttore di teatro, con il quale ebbe tre figlie e un figlio morto prematuramente. La coppia inoltre affiancò alla propria carriera teatrale la gestione di una sartoria che produceva anche costumi di scena.
Secondo Benjamy Victor, Pritchard avrebbe debuttato nel 1732 al Drury Lane, sebbene Thomas Davies affermi che il suo debutto sarebbe avvenuto all'Haymarket Theatre in una farsa di Henry Fielding. Nel 1733 apparve in The Livery Lake di Edward Philips ed interpretò Loveit in A Cure for Covetousness, per poi unirsi alla compagnia di Theophilus Cibber dell'Haymarket Theatre. Il ruolo che la rese celebre fu quello di Rosalind in un revival di As You Like It nel 1740, anno in cui interpretò Nerissa ne Il mercante di Venezia. Due anni dopo la troviamo al fianco dell'allora nastro nascente David Garrick in The Orphan di Thomas Otway e nell'Amleto. La loro collaborazione durò diversi anni: recitarono insieme in Macbeth, di cui Pritchard fu la migliore interprete del suo tempo.
Attrice versatile, era ritenuta dai suoi contemporanei una grande interprete di commedie. Non ebbe alcuna particolarità che la distinguesse, il ché le permetteva di immedesimarsi nei suoi personaggi. A causa delle cattive condizioni di salute, nel 1768 si ritirò dalle scene esibendosi per l'ultima volta in Macbeth. Si trasferì quindi a Bath, dove morì poco dopo.